# Сімпсони (сезон 14)
Чотирнадцятий сезон мультсеріалу «Сімпсони» тривав з 3 листопада 2002 по 18 травня 2003 року у США на телеканалі «Fox».

## Список серій
| № серії (загалом) | № серії (в сезоні) | Назва серії                                                                | Режисер(и)       | Сценарист(и)                                                            | Оригінальна дата показу | Код серії | Глядачів в США (млн) |
| --- | ------------------ | -------------------------------------------------------------------------- | ---------------- | ----------------------------------------------------------------------- | ----------------------- | --------- | -------------------- |
| 292 | 1                  | «Treehouse of Horror XIII» «Сімпсони і Гелоуїн XIII»                       | Девід Сільверман | Марк Уілмор (1 частина) Браян Келлі (2 частина) Кевін Карен (3 частина) | 3 листопада 2002        | DABF19    | 16.70                |
| «Send in the Clones» (укр. «Атака клонів») — Гомер використовує чарівний гамак, щоб клонувати себе… «The Fright to Creep and Scare Harms» (укр. «Право носити зброю і лякати») — Ліса вимагає від міста позбутися вогнепальної зброї після виявлення надгробку молодого хлопця на ім'я Вільям Бонні, який загинув через зброю. Однак, виявляється, що Вільям Бонні є справжнім ім'ям бандита дикого Заходу Біллі Кіда, який разом із зомбі інших злочинців захопив обеззброєне місто. «The Island of Dr. Hibbert» (укр. «Острів доктора Гібберта») — Доктор Гібберт запрошує Сімпсонів Спрінґфілда на свій острів, де він перетворює людей на тварин… |                    |                                                                            |                  |                                                                         |                         |           |                      |
| 293 | 2                  | «How I Spent My Strummer Vacation» «Як я провів музичні канікули»          | Майк Андерсон    | Майк Скаллі                                                             | 10 листопада 2002       | DABF22    | 12.50                |
| Дуже п'яний Гомер заявляє, що його сім'я дуже важко йому обходиться. Спочатку Мардж і діти дуже зляться на нього, але потім визнають, що Гомер багато жертвує заради них. Щоб він зміг від них відпочити, сім'я організовує йому тижневий відпочинок у рок-н-рольному таборі The Rolling Stones. Провівши там час, Гомер починає прагнути до виступів на рок-сцені. Запрошені зірки: Кіт Річардс, Елвіс Костелло, Мік Джаггер, Ленні Кравіц, Том Петті, Брайан Сетцер в ролі самих себе |                    |                                                                            |                  |                                                                         |                         |           |                      |
| 294 | 3                  | «Bart vs. Lisa vs. The Third Grade» «Барт проти Ліси проти третього класу» | Стівен Дін Мур   | Тім Лонг                                                                | 17 листопада 2002       | DABF20    | 13.30                |
| За результатами контрольної роботи Лісу вирішують одразу ж перевести у третій клас, в той час як Барт, який провалив контрольну, змушений повернутися туди знову. Коли вони опиняються разом в одному класі, між ними починається ворожнеча, оскільки вже колишньому третьокласнику Барту вдається обходити сестру в знаннях. Запрошені зірки: Тоні Беннетт (архівні записи) |                    |                                                                            |                  |                                                                         |                         |           |                      |
| 295 | 4                  | «Large Marge» «Велика Мардж»                                               | Джим Рірдон      | Ієн Макстон-Ґрем                                                        | 24 листопада 2002       | DABF18    | 17.40                |
| Мардж вирішує, що Гомер задивляється на інших жінок. Вона радиться з Манжулою, яка дає пораду Мардж зробити пластичну операцію, щоб омолодити себе. Однак, хірурги помилково замість ліпосакції збільшують їй груди… Запрошені зірки: Адам Вест в ролі Бетмена, Берт Уорд в ролі Робіна, Baha Men в ролі самих себе |                    |                                                                            |                  |                                                                         |                         |           |                      |
| 296 | 5                  | «Helter Shelter» «Життя навиворіт»                                         | Марк Кіркланд    | Браян Поллак і Мерт Річ                                                 | 1 грудня 2002           | DABF21    | 15.10                |
| Будинок Сімпсонів потребує дезінфекцію і буде непридатним до життя протягом шести місяців. Сім’я шукає інше місце для життя і бере участь у реаліті-шоу, де вони повинні жити як сім’я з 1895 року. Запрошені зірки: Девід Лендер в ролі Рипучки (англ. Squiggy), Ларрі Голмс в ролі самого себе |                    |                                                                            |                  |                                                                         |                         |           |                      |
| 297 | 6                  | «The Great Louse Detective» «Великий підлий детектив»                      | Стівен Дін Мур   | Джон Фрінк і Дон Пейн                                                   | 15 грудня 2002          | EABF01    | 15.50                |
| Невідомий здійснює замах на життя Гомера. Щоб зловити злочинця, поліція Спрінґфілда звільняє з в’язниці і запрошує до розслідування кримінального генія Другого Номера Боба, заклятого ворога Барта. Запрошені зірки: Келсі Греммер в ролі Другого Номера Боба |                    |                                                                            |                  |                                                                         |                         |           |                      |
| 298 | 7                  | «Special Edna» «Особлива Една»                                             | Боб Андерсон     | Денніс Сні                                                              | 5 січня 2003            | EABF02    | 15.00                |
| Една Крабапель постійно розчарована через те, що Сеймур Скіннер ставить примхи своєї матері вище їх стосунків. Барту стає шкода вчительку і він, за порадою Ліси, просуває її в кандидати на звання «Учитель року». Запрошені зірки: Марсія Воллес в ролі Едни Крабапель, Літл Річард в ролі самого себе |                    |                                                                            |                  |                                                                         |                         |           |                      |
| 299 | 8                  | «The Dad Who Knew Too Little» «Тато, що знав надто мало»                   | Марк Кіркланд    | Метт Селман                                                             | 12 січня 2003           | EABF03    | 12.80                |
| Після невдалого подарунку Лісі на її День народження, Гомер наймає приватного детектива, щоб налагодити стосунки з донькою. Запрошені зірки: Елліотт Гулд в ролі самого себе |                    |                                                                            |                  |                                                                         |                         |           |                      |
| 300 | 9                  | «Strong Arms of The Ma» «Сильні руки мами»                                 | Піт Майклз       | Керолін Омайн                                                           | 2 лютого 2003           | EABF04    | 15.40                |
| Щоб побороти агорафобію, яка виникає після пограбування, Мардж починає тренуватись і бере участь у змаганнях з культуризму. Однак сім'я вважає, що тепер вони просто не в змозі впоратися з Мардж… Запрошені зірки: Памела Рід в ролі Рут Сили |                    |                                                                            |                  |                                                                         |                         |           |                      |
| 301 | 10                 | «Pray Anything» «Помолися хоч про щось»                                    | Майкл Полчіно    | Сем О’Ніл і Ніл Бушель                                                  | 9 лютого 2003           | EABF06    | 13.40                |
| Заздрячи постійній удачі Фландерса, Гомер допитується у сусіда, в чому її причина і дізнається, що, крім праці, чесного життя і гігієни, своїм везінням Нед зобов’язаний молитві. Тоді Гомер починає молитися Богу про кожну вигідну йому дрібницю. Згодом, «поскаржившись» Господу на застарілий будинок і попросивши новий, Гомер ламає ногу, впавши у вириту у Спрінґфілдській церкві яму, і, в якості відшкодування збитку, отримує саму церкву… Запрошені зірки: Кен Бернс і Ліза Леслі в ролі самих себе |                    |                                                                            |                  |                                                                         |                         |           |                      |
| 302 | 11                 | «Barting Over» «Барт починає спочатку»                                     | Метью Настюк     | Ендрю Крайсберг                                                         | 16 лютого 2003          | EABF05    | 21.30                |
| Барт знаходить стару відеокасету і з’ясовує, що це реклама за його участю. Гроші за ролик Гомер витратив на себе. Барт, образившись через це, вирішує жити окремо від батьків. Запрошені зірки: Джейн Качмарек в ролі судді Констанції Шкоди, Тоні Гок і Blink-182 в ролі самих себе |                    |                                                                            |                  |                                                                         |                         |           |                      |
| 303 | 12                 | «I’m Spelling as Fast as I Can» «Ліса на орфопіаді»                        | Ненсі Круз       | Кевін Карен                                                             | 16 лютого 2003          | EABF07    | 22.10                |
| Ліса бере участь в Орфопіаді (орфографічному аналозі Олімпіади), але Гомер зайнятий подорожжю по всьому світу, оскільки «Красті Бургер» випробовує нові сендвічі. Ліса впевнена, що вона виграє, однак вона не дізнається, що змагання підлаштовані проти неї. Запрошені зірки: Джордж Плімптон в ролі самого себе |                    |                                                                            |                  |                                                                         |                         |           |                      |
| 304 | 13                 | «A Star Is Born Again» «Зірка народилася знову»                            | Майкл Меркантел  | Браян Келлі                                                             | 2 березня 2003          | EABF08    | 14.40                |
| Самотній Нед Фландерс заводить роман з кінозіркою Сарою Слоун, яка приїхала у Спрінґфілд. Однак, їхні стосунки ускаднюються, через різні ставлення до шлюбу… Запрошені зірки: Маріса Томей в ролі Сари, Джеймс Брукс і Гелен Філдінг в ролі самих себе |                    |                                                                            |                  |                                                                         |                         |           |                      |
| 305 | 14                 | «Mr. Spritz Goes to Washington» «Красті вирушає до Вашингтона»             | Ленс Крамер      | Джон Шварцвельдер                                                       | 9 березня 2003          | EABF09    | 14.40                |
| Спрінґфілдський аеропорт змінює повітряні коридори, і тепер літаки пролітають прямо над будинком Сімпсонів. Оскільки жити в будинку від постійного шуму стає нестерпно, сім’я подає скаргу в конгрес. Проте старий конгресмен вмирає прямо під час розмови. Тоді Сімпсони вирішують висунути клоуна Красті в кандидати на місце у владі… |                    |                                                                            |                  |                                                                         |                         |           |                      |
| 306 | 15                 | «C.E. D'oh» «Гомер — головний виконавчий директор»                         | Майк Андерсон    | Дана Гулд                                                               | 16 березня 2003         | EABF10    | 13.00                |
| У День святого Валентина Гомер відвідує курс у коледжі про те, як досягти успіху в корпоративному світі. Він стає власником Спрінґфілдської АЕС та звільняє містера Бернса. Однак, він починає розуміти, що керування станцією означає бути далеко від сім’ї. |                    |                                                                            |                  |                                                                         |                         |           |                      |
| 307 | 16                 | «'Scuse Me While I Miss the Sky» «Ліса — астроном»                         | Стівен Дін Мур   | Ден Гріні й Аллен Глайзер                                               | 30 березня 2003         | EABF11    | 12.60                |
| У пошуках себе і своєї майбутньої професії Ліса всерйоз захоплюється астрономією і стає стурбована тим, що надто бурхливе нічне життя Спрінґфілда не дає його мешканцям милуватися зоряним небом навіть при прийдешньому метеоритному дощу. Тим часом Барт намагається рівнятися з хуліганами, в моді яких стало відривання автомобільних значків. Запрошені зірки: Ерік Айдл в ролі Деклана Десмонда, Джо Мантенья в ролі Жирного Тоні |                    |                                                                            |                  |                                                                         |                         |           |                      |
| 308 | 17                 | «Three Gays of the Condo» «Три геї у квартирі»                             | Марк Кіркланд    | Метт Ворбертон                                                          | 13 квітня 2003          | EABF12    | 12.02                |
| Після чергової сварки з Мардж Гомер з'їжджає на нову квартиру у кварталі, який виявляється заселеним геями… Запрошені зірки: Бен Шатц в ролі чоловіка з трамваю, Скотт Томпсон в ролі Ґрейді, «Дивний Ел» Янковик (в українському дубляжі Дивак Кузьма) в ролі самого себе |                    |                                                                            |                  |                                                                         |                         |           |                      |
| 309 | 18                 | «Dude, Where's My Ranch?» «Чувак, де моє ранчо?»                           | Кріс Клементс    | Ієн Макстон-Ґрем                                                        | 27 квітня 2003          | EABF13    | 11.71                |
| Гомерова колядка «Усі ненавидять Неда Фландерса» стає хітом у Спрінґфілді. Однак, сім’ї набридає пісня і її численні кавери, тож Сімпсони залишають Спрінґфілд. Вони вирішують прожити кілька тижнів на ранчо. Запрошені зірки: Джонатан Тейлор Томас в ролі Люка Стетсона, Енді Серкіс в ролі Кліні, Девід Бірн в ролі самого себе |                    |                                                                            |                  |                                                                         |                         |           |                      |
| 310 | 19                 | «Old Yeller Belly» «Старий ледар»                                          | Боб Андерсон     | Джон Фрінк і Дон Пейн                                                   | 4 травня 2003           | EABF14    | 11.59                |
| Під час відкриття нового будиночка на дереві Барта відбувається пожежа, з якого Гомера рятує Сніжок II, в той час як Маленький Помічник Санти боягузливо втікає. Гомер вихваляє кішку і починає відчувати ненависть до пса, поки того не запрошують стати новим рекламним талісманом пива «Кнур». Однак, на піку популярності Маленького Помічника Санти оголошується його справжній господар… Запрошені зірки: Стейсі Кіч в ролі Говарда Кнура, Джон Касір в ролі акули |                    |                                                                            |                  |                                                                         |                         |           |                      |
| 311 | 20                 | «Brake My Wife, Please» «Зупини мою дружину, будь ласка»                   | Піт Майклз       | Тім Лонг                                                                | 11 травня 2003          | EABF15    | 10.56                |
| Суддя Шкода відбирає у Гомера водійські права і тому доводиться ходити пішки. Згодом він помічає, що це здорове і веселе заняття. Тим часом через перезавантаження поїздками у Мардж з’являється стрес і вона випадково збиває Гомера… Запрошені зірки: Джейн Качмарек в ролі судді Констанції Шкоди, Стів Бушемі і Джексон Браун в ролі самих себе |                    |                                                                            |                  |                                                                         |                         |           |                      |
| 312 | 21                 | «Bart of War» «Барт війни»                                                 | Майкл Полчіно    | Марк Уілмор                                                             | 18 травня 2003          | EABF16    | 12.10                |
| Мардж змушує Барта перестати спілкуватися з Мілгаусом після того, як обидва ловляться на вторгненні до будинку Фландерса. Потім вона починає групу з однолітків Барта (Нельсона, Ральфа та Бази-Даних), основою якої є індіанське життя. Коли Барт дізнається, що Мілгаус приєднався до іншої групи, кавалеристів, вони починають змагатися, чия група може зробити більше громадських робіт навколо Спрінґфілда… |                    |                                                                            |                  |                                                                         |                         |           |                      |
| 313 | 22                 | «Moe Baby Blues» «Блюз про немовля і Мо»                                   | Боб Андерсон     | Дон Пейн                                                                | 18 травня 2003          | EABF17    | 13.44                |
| Вкотре намагаючись накласти на себе руки, Мо хоче стрибнути з моста і випадково ловить Меґґі Сімпсон, яка ненароком впала звідти ж, рятуючи їй життя. Меґґі відразу ж прив’язується до свого рятівника, повернувши Мо бажання жити далі. Мо при першій-ліпшій можливості стає опікуватися про дівчинку як про власну дитину, якої у нього ніколи не було. Така прихильність незабаром починає дратувати Гомера і Мардж… |                    |                                                                            |                  |                                                                         |                         |           |                      |

## Показ в Україні
В Україні прем'єра сезону відбулася 9 січня 2007 року на телеканалі «М1» о 21:00.
| №   | Назва серії                       | Показ в Україні |
| 292 | Treehouse of Horror XIII          | 9 січня 2007    |
| 293 | How I Spent My Strummer Vacation  | 10 січня 2007   |
| 294 | Bart vs. Lisa vs. The Third Grade | 11 січня 2007   |
| 295 | Large Marge                       | 12 січня 2007   |
| 296 | Helter Shelter                    | 15 січня 2007   |
| 297 | The Great Louse Detective         | 16 січня 2007   |
| 298 | Special Edna                      | 17 січня 2007   |
| 299 | The Dad Who Knew Too Little       | 18 січня 2007   |
| 300 | Strong Arms of The Ma             | 19 січня 2007   |
| 301 | Pray Anything                     | 22 січня 2007   |
| 302 | Barting Over                      | 23 січня 2007   |
| 303 | I'm Spelling as Fast as I Can     | 24 січня 2007   |
| 304 | A Star Is Born Again              | 25 січня 2007   |
| 305 | Mr. Spritz Goes to Washington     | 26 січня 2007   |
| 306 | C.E. D'oh                         | 29 січня 2007   |
| 307 | ’Scuse Me While I Miss the Sky    | ?               |
| 308 | Three Gays of the Condo           | 30 січня 2007   |
| 309 | Dude, Where's My Ranch?           | 31 січня 2007   |
| 310 | Old Yeller Belly                  | 1 лютого 2007   |
| 311 | Brake My Wife, Please             | 26 лютого 2007  |
| 313 | Bart of War                       | 2 лютого 2007   |
| 313 | Moe Baby Blues                    | 5 лютого 2007   |
| --- | --------------------------------- | --------------- |